# لوسيو روسو
لوسيو روسو (بالإيطالية: Lucio Russo) هو رياضياتي ومؤرخ وفيزيائي إيطالي، ولد في 22 نوفمبر 1944 في البندقية في إيطاليا.